# Takumi Minamino
Takumi Minamino (南野 拓実?, Minamino Takumi; Izumisano, 16 gennaio 1995) è un calciatore giapponese, attaccante o centrocampista del Monaco e della nazionale giapponese, con cui è stato vicecampione d'Asia nel 2019.

## Caratteristiche tecniche
Ala destra, all'occorrenza può essere impiegato anche come punta centrale o ala sinistra. Rapidità e velocità sono le sue caratteristiche principali, sommate a buone capacità nel dribbling, nel tiro e nel cross, inoltre possiede una buona tecnica di base. È di piede destro ma è capace di andare a rete calciando pure di sinistro, oltre che di testa. È anche un discreto rigorista.

## Carriera

### Club

#### Cerezo Osaka
Minamino cresce nelle file del Cerezo Osaka, facendo il suo debutto il 17 novembre 2012 nella sconfitta per 3-1 contro l'Omiya Ardija nel campionato della J1 League, il 15 dicembre segnerà la sua prima rete, nella Coppa dell'Imperatore, battendo per 4-0 lo Shimizu S-Pulse, il 7 dicembre 2013 segnerà la sua prima doppietta nella vittoria per 5-2 contro l'Urawa Red Diamonds. Si è messo in mostra durante un'amichevole contro la squadra inglese del Manchester United segnando una rete nel pareggio per 2-2. Con il Cerezo Osaka ha collezionato 85 presenze e 17 reti tra il 2012 e il 2014. Dopo la retrocessione della squadra in seconda divisione, si accasa al Salisburgo, in Austria, firmando un contratto di tre anni con opzione per il quarto.

#### Salisburgo
Nei suoi primi sei mesi al Salisburgo, vincendo l'edizione 2014-2015 della Bundesliga così come l'edizione 2014-2015 della Coppa d'Austria, mette a segno tre gol e tre assist, segnando la rete del 3-0 vincendo contro il SV Grödig compresa una doppietta all'Admira Wacker M. alla terza giornata vincendo per 4-1. Esordisce nelle competizioni europee il 26 febbraio 2015 contro il Villarreal, in un incontro valido per i sedicesimi di finale della UEFA Europa League.
Vincerà pure l'edizione 2015-2016, segnando un gol nella vittoria per 8-0 contro l'Admira Wacker, e un altro vincendo per 3-2 ai danni del Sportklub Sturm Graz, segnerà una rete pure contro il Rapid Vienna vincendo per 2-1, e sarà autore di una doppietta, prima battendo per 4-1 il SV Ried e poi sconfiggendo per 4-2 il SV Grödig. Vincerà pure l'edizione 2015-2016 della Coppa d'Austria, segnando due reti, con il gol del 7-0 vincendo contro il Deutschlandsberger e il secondo battendo per 3-2 il SV Horn.
Vincerà l'edizione 2016-2017 del campionato con un record personale di undici reti, avendo segnato una doppietta battendo per 4-0 l'Admira Wacker, per 3-0 il Wolfsberger AC e per 5-0 il Altach, inoltre sarà autore di una tripletta battendo per 6-1 il SV Ried. Otterrà la vittoria della Coppa d'Austria 2016-2017, segnando un gol nella vittoria per 3-1 contro il Vorwärts Steyr e una doppietta nella semifinale vinta per 5-0 contro l'Admira Wacker.
Il 11 luglio 2017 segnerà il gol del 3-0 contro l'Hibernians FC nelle qualificazione per la UEFA Champions League. Il 15 febbraio 2018 segnerà il suo primo gol nella UEFA Europa League nel pareggio per 2-2 contro il Real Sociedad, mentre nell'edizione successiva della stagione 2017-2018 segna tre reti nella vittoria per 5-2 contro il Rosenborg, diventando il primo calciatore giapponese a realizzare una tripletta in campo europeo. Vincerà l'edizione 2017-2018 del campionato d'Austria, segnando un gol contro il Wolfsberger AC e il Mattersburg vincendo tutte e due le partite per 2-0, e farà una doppietta battendo per 3-1 il St. Pölten e per 5-0 l'Austria Vienna.
Vincerà per l'ultima volta il campionato, quello dell'edizione 2018-2019, segnando una rete contro l'Austria Vienna e il Wacker Innsbruck vincendo entrambe le partite per 2-0, sarà autore del gol del 1-0 battendo il Sportclub Rheindorf Altach, inoltre segnerà la rete del 3-1 battendo il Wolfsberger AC. Otterrà la vittoria dell'edizione 2018-2019 della Coppa d'Austria, segnando un gol contro il SC Schwaz e il GAK vincendo entrambe le partite per 6-0, e con una sua rete la squadra batterà di misura per 1-0 l'Austria Lustenau.

#### Liverpool e Southampton

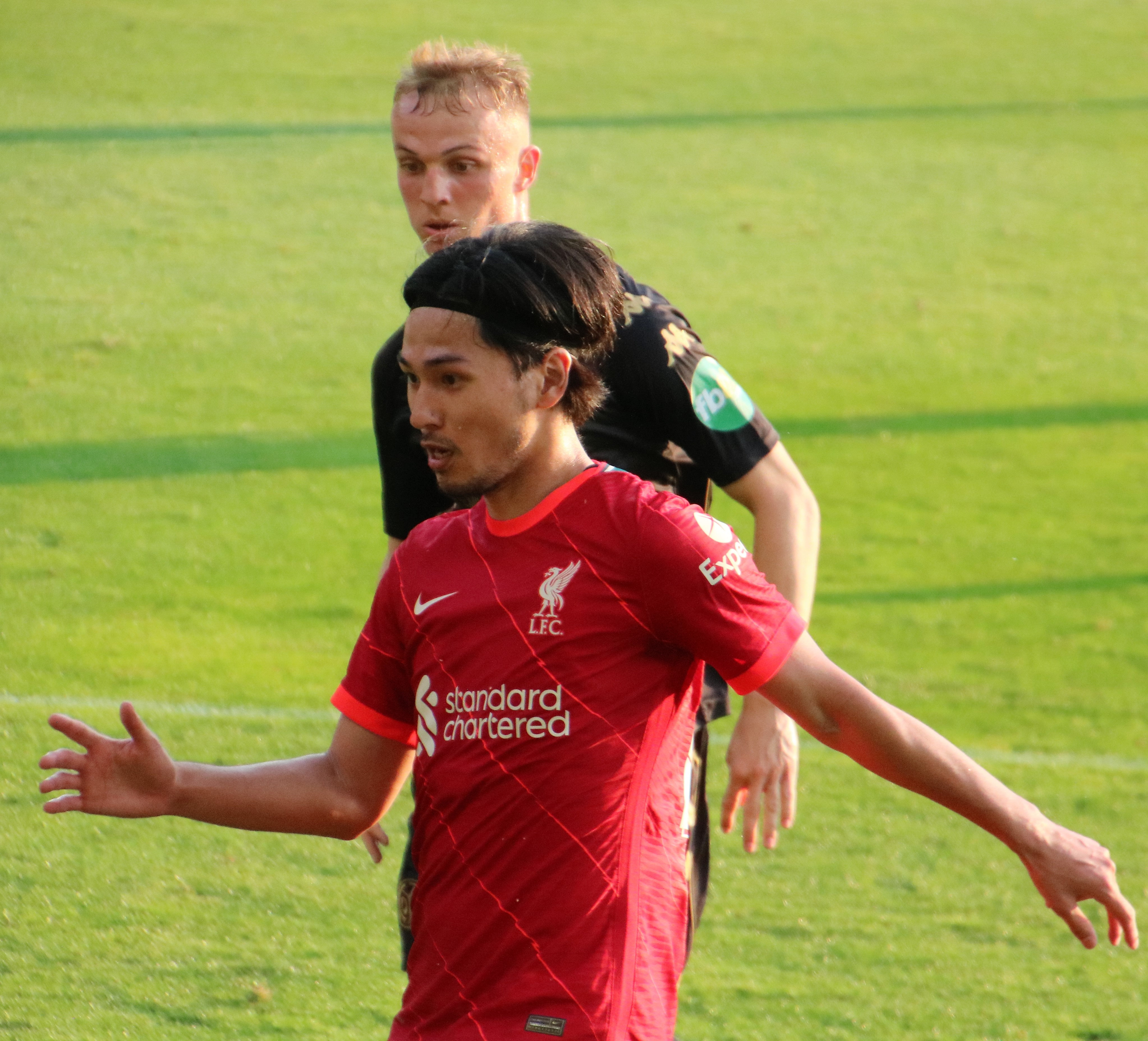
Minamino con il Liverpool nel 2021

Il 19 dicembre 2019 viene ufficializzato il suo passaggio al Liverpool. Farà il suo esordio il 5 gennaio 2020 nella vittoria per 1-0 contro l'Everton, inoltre vincerà la Premier League con dieci presenze in durante il campionato, con prestazioni non molto brillanti. Segnerà il suo primo gol per il Liverpool nella Community Shield con la rete del 1-1 e ai rigori segnerà calciando anche dal dischetto, sebbene la squadra perda per 5-4 contro l'Arsenal. Durante la EFL Cup segnerà una doppietta battendo per 7-1 il Lincoln City. Il 19 dicembre realizza il suo primo goal in Premier League contro il Crystal Palace aprendo le marcature nella vittoria per 7-0.
Dopo non avere trovato molto spazio, il 1º febbraio 2021 si trasferisce in prestito fino al termine della stagione al Southampton, segnando un gol nella sconfitta per 3-2 contro il Newcastle e un altro nel pareggio per 1-1 contro il Chelsea.
Terminato il prestito torna nel Liverpool, vincendo la Carabao Cup e segnando una doppietta nella vittoria per 3-0 contro il Norwich City, e farà un gol nel 2-0 contro il Preston, sarà determinante nella vittoria contro il Leicester City segnando il gol del 3-3 ai tempi di recupero che permette alla squadra di imporsi ai rigori. Anche se Minamino sbaglierà dagli unici metri, il Liverpool vincerà per 5-4; non gioca però la finale vinta ai rigori per 11-10 contro il Chelsea. In FA Cup realizza 3 gol: uno nel successo contro il Cardiff City per 3-1, due in quello per 2-1 contro il Norwich City.

#### Monaco
Il 28 giugno 2022 viene ufficializzato il suo trasferimento al Monaco a partire dal 1º luglio successivo.Il suo primo gol nel campionato francese lo segna sconfiggendo per 3-0 il Reims. Nell'edizione 2023-2024 della Ligue 1 realizza una rete sconfiggendo per 2-0 sia il Brest che il Montpellier, segna il gol del 3-2 vincendo contro il Lens, sigla una rete nel successo per 5-2 battendo il Metz oltre a segnare un gol prevalendo contro il Clermont Foot per 4-1, è anche autore di una doppietta battendo lo Strasburgo per 3-0
Nella Champions League segna due reti vincendo per 5-1 contro il Stella Rossa.

### Nazionale
Viene convocato nella Nazionale Under-17 per giocare nel mondiale giovanile Messico 2011 segnando una rete nella vittoria per 6-0 contro la Nuova Zelanda. Nel 2016 giocherà con la Nazionale Under-23 segnando una rete in alcune amichevoli contro il Messico e la Guinea vinte entrambe per 2-1. Sempre nello stesso anno viene convocato nella Nazionale Olimpica prendendo parte ai Giochi di Rio de Janeiro segnando una rete nella sconfitta per 5-4 contro la Nigeria.
Colleziona la sua prima presenza con la maglia della nazionale giapponese maggiore in un incontro amichevole contro l'Iran, il 13 ottobre 2015. Contro la Costa Rica arriva invece la sua prima rete, l'11 settembre 2018 vincendo per 3-0. Segnerà la sua prima doppietta per la nazionale nella vittoria per 4-3 ai danni dell'Uruguay in amichevole. Giocherà pure nella Coppa d'Asia 2019 segnando un gol nella finale persa per 3-1 contro il Qatar.
Viene convocato per partecipare al mondiale di calcio Qatar 2022 e nonostante i pronostici sfavorevoli nella partita contro la Germania, benché la squadra avversaria fosse in vantaggio, i nipponici vincono in rimonta per 2-1, Minamino entra in campo nel secondo tempo e dal il suo tiro nasce il tap-in vincente con cui il suo compagno Ritsu Dōan segna un gol. Nella partia contro la Croazia il giappone viene eliminato agli ottavi di finale, la partia finisce per 1-1 ma la Croazia vince per 3-1 ai rigori, Minamino non mette a segno il proprio penalty che viene parato dal portiere Dominik Livaković.
Il 1º gennaio 2024 viene convocato per la Coppa d'Asia 2023: segna una doppietta sconfiggendo per 4-2 il Vietnam.

## Statistiche

### Presenze e reti nei club
Statistiche aggiornate al 2 dicembre 2025.
| Stagione            | Squadra             | Campionato          | Campionato | Campionato | Coppe nazionali | Coppe nazionali | Coppe nazionali | Coppe continentali | Coppe continentali | Coppe continentali | Altre coppe | Altre coppe | Altre coppe | Totale | Totale |
| Stagione            | Squadra             | Comp                | Pres       | Reti       | Comp            | Pres            | Reti            | Comp               | Pres               | Reti               | Comp        | Pres        | Reti        | Pres   | Reti   |
| ------------------- | ------------------- | ------------------- | ---------- | ---------- | --------------- | --------------- | --------------- | ------------------ | ------------------ | ------------------ | ----------- | ----------- | ----------- | ------ | ------ |
| 2012                | Cerezo Osaka        | J1                  | 3          | 0          | CdL+CI          | 0+2             | 1               | -                  | -                  | -                  | -           | -           | -           | 5      | 1      |
| 2013                | Cerezo Osaka        | J1                  | 29         | 5          | CdL+CI          | 8+1             | 3+0             | -                  | -                  | -                  | -           | -           | -           | 38     | 8      |
| 2014                | Cerezo Osaka        | J1                  | 30         | 2          | CdL+CI          | 2+3             | 2+2             | ACL                | 7                  | 2                  | -           | -           | -           | 42     | 8      |
| Totale Cerezo Osaka | Totale Cerezo Osaka | Totale Cerezo Osaka | 62         | 7          |                 | 16              | 8               |                    | 7                  | 2                  |             | -           | -           | 85     | 17     |
| gen.-giu. 2015      | Salisburgo          | BL                  | 14         | 3          | CA              | 2               | 0               | UCL+UEL            | 0+1                | 0                  | -           | -           | -           | 17     | 3      |
| 2015-2016           | Salisburgo          | BL                  | 32         | 10         | CA              | 6               | 2               | UCL+UEL            | 0+2                | 1                  | -           | -           | -           | 40     | 13     |
| 2016-2017           | Salisburgo          | BL                  | 21         | 11         | CA              | 5               | 3               | UCL+UEL            | 1+4                | 0                  | -           | -           | -           | 31     | 14     |
| 2017-2018           | Salisburgo          | BL                  | 28         | 7          | CA              | 4               | 1               | UCL+UEL            | 3+9                | 1+2                | -           | -           | -           | 44     | 11     |
| 2018-2019           | Salisburgo          | BL                  | 27         | 6          | CA              | 5               | 3               | UCL+UEL            | 3+10               | 1+4                | -           | -           | -           | 45     | 14     |
| 2019-gen. 2020      | Salisburgo          | BL                  | 14         | 5          | CA              | 2               | 2               | UCL                | 6                  | 2                  | -           | -           | -           | 22     | 9      |
| Totale Salisburgo   | Totale Salisburgo   | Totale Salisburgo   | 136        | 42         |                 | 24              | 11              |                    | 39                 | 11                 |             | -           | -           | 199    | 64     |
| gen.-giu. 2020      | Liverpool           | PL                  | 10         | 0          | FACup+CdL       | 3+0             | 0               | UCL                | 1                  | 0                  | CS+SU+Cmc   | -           | -           | 14     | 0      |
| 2020-feb. 2021      | Liverpool           | PL                  | 9          | 1          | FACup+CdL       | 1+2             | 0+2             | UCL                | 4                  | 0                  | CS          | 1           | 1           | 17     | 4      |
| feb.-giu. 2021      | Southampton         | PL                  | 10         | 2          | FACup+CdL       | 0               | 0               | -                  | -                  | -                  | -           | -           | -           | 10     | 2      |
| 2021-2022           | Liverpool           | PL                  | 11         | 3          | FACup+CdL       | 4+5             | 3+4             | UCL                | 4                  | 0                  | -           | -           | -           | 24     | 10     |
| Totale Liverpool    | Totale Liverpool    | Totale Liverpool    | 30         | 4          |                 | 15              | 9               |                    | 9                  | 0                  |             | 1           | 1           | 55     | 14     |
| 2022-2023           | Monaco              | L1                  | 18         | 1          | CF              | 1               | 0               | UCL+UEL            | 2+4                | 0                  |             | -           | -           | 25     | 1      |
| 2023-2024           | Monaco              | L1                  | 30         | 9          | CF              | 1               | 0               | -                  | -                  | -                  |             | -           | -           | 31     | 9      |
| 2024-2025           | Monaco              | L1                  | 30         | 6          | CF              | 1               | 0               | UCL                | 6                  | 3                  | SF          | 1           | 0           | 38     | 9      |
| Totale Monaco       | Totale Monaco       | Totale Monaco       | 78         | 16         |                 | 3               | 0               |                    | 12                 | 3                  |             | 1           | 0           | 94     | 19     |
| Totale carriera     | Totale carriera     | Totale carriera     | 316        | 71         |                 | 58              | 28              |                    | 67                 | 16                 |             | 2           | 1           | 443    | 116    |

### Cronologia presenze e reti in nazionale
| Cronologia completa delle presenze e delle reti in nazionale ― Giappone | Cronologia completa delle presenze e delle reti in nazionale ― Giappone | Cronologia completa delle presenze e delle reti in nazionale ― Giappone | Cronologia completa delle presenze e delle reti in nazionale ― Giappone | Cronologia completa delle presenze e delle reti in nazionale ― Giappone | Cronologia completa delle presenze e delle reti in nazionale ― Giappone | Cronologia completa delle presenze e delle reti in nazionale ― Giappone | Cronologia completa delle presenze e delle reti in nazionale ― Giappone |
| Data                                                                    | Città                                                                   | In casa                                                                 | Risultato                                                               | Ospiti                                                                  | Competizione                                                            | Reti                                                                    | Note                                                                    |
| ----------------------------------------------------------------------- | ----------------------------------------------------------------------- | ----------------------------------------------------------------------- | ----------------------------------------------------------------------- | ----------------------------------------------------------------------- | ----------------------------------------------------------------------- | ----------------------------------------------------------------------- | ----------------------------------------------------------------------- |
| 13-10-2015                                                              | Teheran                                                                 | Iran                                                                    | 1 – 1                                                                   | Giappone                                                                | Amichevole                                                              | -                                                                       | 87’                                                                     |
| 17-11-2015                                                              | Phnom Penh                                                              | Cambogia                                                                | 0 – 2                                                                   | Giappone                                                                | Qual. Mondiali 2018                                                     | -                                                                       | 86’                                                                     |
| 11-9-2018                                                               | Osaka                                                                   | Giappone                                                                | 3 – 0                                                                   | Costa Rica                                                              | Amichevole                                                              | 1                                                                       |                                                                         |
| 12-10-2018                                                              | Niigata                                                                 | Giappone                                                                | 3 – 0                                                                   | Panama                                                                  | Amichevole                                                              | 1                                                                       | 66’                                                                     |
| 16-10-2018                                                              | Saitama                                                                 | Giappone                                                                | 4 – 3                                                                   | Uruguay                                                                 | Amichevole                                                              | 2                                                                       |                                                                         |
| 16-11-2018                                                              | Ōita                                                                    | Giappone                                                                | 1 – 1                                                                   | Venezuela                                                               | Amichevole                                                              | -                                                                       | 77’                                                                     |
| 20-11-2018                                                              | Toyota                                                                  | Giappone                                                                | 4 – 0                                                                   | Kirghizistan                                                            | Amichevole                                                              | -                                                                       | 72’                                                                     |
| 9-1-2019                                                                | Abu Dhabi                                                               | Giappone                                                                | 3 – 2                                                                   | Turkmenistan                                                            | Coppa d'Asia 2019 - 1º turno                                            | -                                                                       | 73’                                                                     |
| 13-1-2019                                                               | Abu Dhabi                                                               | Oman                                                                    | 0 – 1                                                                   | Giappone                                                                | Coppa d'Asia 2019 - 1º turno                                            | -                                                                       | 67’                                                                     |
| 21-1-2019                                                               | Sharja                                                                  | Giappone                                                                | 1 – 0                                                                   | Arabia Saudita                                                          | Coppa d'Asia 2019 - Ottavi di finale                                    | -                                                                       | 77’                                                                     |
| 24-1-2019                                                               | Dubai                                                                   | Vietnam                                                                 | 0 – 1                                                                   | Giappone                                                                | Coppa d'Asia 2019 - Quarti di finale                                    | -                                                                       | 89’                                                                     |
| 28-1-2019                                                               | al-'Ayn                                                                 | Iran                                                                    | 0 – 3                                                                   | Giappone                                                                | Coppa d'Asia 2019 - Semifinale                                          | -                                                                       |                                                                         |
| 1-2-2019                                                                | Abu Dhabi                                                               | Giappone                                                                | 1 – 3                                                                   | Qatar                                                                   | Coppa d'Asia 2019 - Finale                                              | 1                                                                       | 89’                                                                     |
| 22-3-2019                                                               | Yokohama                                                                | Giappone                                                                | 0 – 1                                                                   | Colombia                                                                | Amichevole                                                              | -                                                                       | 79’                                                                     |
| 26-3-2019                                                               | Kōbe                                                                    | Giappone                                                                | 1 – 0                                                                   | Bolivia                                                                 | Amichevole                                                              | -                                                                       | 69’                                                                     |
| 5-6-2019                                                                | Toyota                                                                  | Giappone                                                                | 0 – 0                                                                   | Trinidad e Tobago                                                       | Amichevole                                                              | -                                                                       | 71’                                                                     |
| 9-6-2019                                                                | Rifu                                                                    | Giappone                                                                | 2 – 0                                                                   | El Salvador                                                             | Amichevole                                                              | -                                                                       | 67’                                                                     |
| 5-9-2019                                                                | Kashima                                                                 | Giappone                                                                | 2 – 0                                                                   | Paraguay                                                                | Amichevole                                                              | 1                                                                       |                                                                         |
| 10-9-2019                                                               | Yangon                                                                  | Birmania                                                                | 0 – 2                                                                   | Giappone                                                                | Qual. Mondiali 2022                                                     | 1                                                                       | 77’                                                                     |
| 10-10-2019                                                              | Saitama                                                                 | Giappone                                                                | 6 – 0                                                                   | Mongolia                                                                | Qual. Mondiali 2022                                                     | 1                                                                       | 61’                                                                     |
| 15-10-2019                                                              | Dušanbe                                                                 | Tagikistan                                                              | 0 – 3                                                                   | Giappone                                                                | Qual. Mondiali 2022                                                     | 2                                                                       | 86’                                                                     |
| 14-11-2019                                                              | Biškek                                                                  | Kirghizistan                                                            | 0 – 2                                                                   | Giappone                                                                | Qual. Mondiali 2022                                                     | 1                                                                       |                                                                         |
| 9-10-2020                                                               | Utrecht                                                                 | Giappone                                                                | 0 – 0                                                                   | Camerun                                                                 | Amichevole                                                              | -                                                                       | 71’                                                                     |
| 13-10-2020                                                              | Utrecht                                                                 | Giappone                                                                | 1 – 0                                                                   | Costa d'Avorio                                                          | Amichevole                                                              | -                                                                       | 61’                                                                     |
| 12-11-2020                                                              | Graz                                                                    | Giappone                                                                | 1 – 0                                                                   | Panama                                                                  | Amichevole                                                              | 1                                                                       | 72’                                                                     |
| 17-11-2020                                                              | Graz                                                                    | Giappone                                                                | 0 – 2                                                                   | Messico                                                                 | Amichevole                                                              | -                                                                       | 57’                                                                     |
| 25-3-2021                                                               | Yokohama                                                                | Giappone                                                                | 3 – 0                                                                   | Corea del Sud                                                           | Amichevole                                                              | -                                                                       | 86’                                                                     |
| 30-3-2021                                                               | Chiba                                                                   | Mongolia                                                                | 0 – 14                                                                  | Giappone                                                                | Qual. Mondiali 2022                                                     | 1                                                                       | 71’                                                                     |
| 28-5-2021                                                               | Chiba                                                                   | Giappone                                                                | 10 – 0                                                                  | Birmania                                                                | Qual. Mondiali 2022                                                     | 2                                                                       |                                                                         |
| 7-6-2021                                                                | Suita                                                                   | Giappone                                                                | 4 – 1                                                                   | Tagikistan                                                              | Qual. Mondiali 2022                                                     | 1                                                                       | 46’                                                                     |
| 11-6-2021                                                               | Kobe                                                                    | Giappone                                                                | 1 – 0                                                                   | Serbia                                                                  | Amichevole                                                              | -                                                                       | 82’                                                                     |
| 7-10-2021                                                               | Gedda                                                                   | Arabia Saudita                                                          | 1 – 0                                                                   | Giappone                                                                | Qual. Mondiali 2022                                                     | -                                                                       | 59’                                                                     |
| 12-10-2021                                                              | Saitama                                                                 | Giappone                                                                | 2 – 1                                                                   | Australia                                                               | Qual. Mondiali 2022                                                     | -                                                                       | 78’                                                                     |
| 11-11-2021                                                              | Hanoi                                                                   | Vietnam                                                                 | 0 – 1                                                                   | Giappone                                                                | Qual. Mondiali 2022                                                     | -                                                                       | 63’                                                                     |
| 16-11-2021                                                              | Mascate                                                                 | Oman                                                                    | 0 – 1                                                                   | Giappone                                                                | Qual. Mondiali 2022                                                     | -                                                                       | 62’                                                                     |
| 27-1-2022                                                               | Saitama                                                                 | Giappone                                                                | 2 – 0                                                                   | Cina                                                                    | Qual. Mondiali 2022                                                     | -                                                                       | 85’                                                                     |
| 1-2-2022                                                                | Saitama                                                                 | Giappone                                                                | 2 – 0                                                                   | Arabia Saudita                                                          | Qual. Mondiali 2022                                                     | 1                                                                       | 78’                                                                     |
| 24-3-2022                                                               | Sydney                                                                  | Australia                                                               | 0 – 2                                                                   | Giappone                                                                | Qual. Mondiali 2022                                                     | -                                                                       | 84’                                                                     |
| 29-3-2022                                                               | Saitama                                                                 | Giappone                                                                | 1 – 1                                                                   | Vietnam                                                                 | Qual. Mondiali 2022                                                     | -                                                                       | 62’                                                                     |
| 6-6-2022                                                                | Tokyo                                                                   | Giappone                                                                | 0 – 1                                                                   | Brasile                                                                 | Amichevole                                                              | -                                                                       | 73’                                                                     |
| 10-6-2022                                                               | Kobe                                                                    | Giappone                                                                | 4 – 1                                                                   | Ghana                                                                   | Amichevole                                                              | -                                                                       | 80’                                                                     |
| 14-6-2022                                                               | Suita                                                                   | Giappone                                                                | 0 – 3                                                                   | Tunisia                                                                 | Amichevole                                                              | -                                                                       | 71’                                                                     |
| 27-9-2022                                                               | Düsseldorf                                                              | Giappone                                                                | 0 – 0                                                                   | Ecuador                                                                 | Amichevole                                                              | -                                                                       | 67’                                                                     |
| 17-11-2022                                                              | Dubai                                                                   | Giappone                                                                | 1 – 2                                                                   | Canada                                                                  | Amichevole                                                              | -                                                                       | 85’                                                                     |
| 23-11-2022                                                              | Al Rayyan                                                               | Germania                                                                | 1 – 2                                                                   | Giappone                                                                | Mondiali 2022 - 1º turno                                                | -                                                                       | 75’                                                                     |
| 27-11-2022                                                              | Al Rayyan                                                               | Giappone                                                                | 0 – 1                                                                   | Costa Rica                                                              | Mondiali 2022 - 1º turno                                                | -                                                                       | 82’                                                                     |
| 5-12-2022                                                               | Al Wakrah                                                               | Giappone                                                                | 1 – 1 dts (1 – 3 dtr)                                                   | Croazia                                                                 | Mondiali 2022 - Ottavi di finale                                        | -                                                                       | 87’                                                                     |
| 13-10-2023                                                              | Niigata                                                                 | Giappone                                                                | 4 – 1                                                                   | Canada                                                                  | Amichevole                                                              | -                                                                       | 83’                                                                     |
| 17-10-2023                                                              | Kōbe                                                                    | Giappone                                                                | 2 – 0                                                                   | Tunisia                                                                 | Amichevole                                                              | -                                                                       | 72’                                                                     |
| 16-11-2023                                                              | Suita                                                                   | Giappone                                                                | 5 – 0                                                                   | Birmania                                                                | Qual. Mondiali 2026                                                     | -                                                                       | 67’                                                                     |
| 21-11-2023                                                              | Gedda                                                                   | Siria                                                                   | 0 – 5                                                                   | Giappone                                                                | Qual. Mondiali 2026                                                     | -                                                                       | 66’                                                                     |
| 1-1-2024                                                                | Tokyo                                                                   | Giappone                                                                | 5 – 0                                                                   | Thailandia                                                              | Amichevole                                                              | 1                                                                       | 69’                                                                     |
| 14-1-2024                                                               | Doha                                                                    | Giappone                                                                | 4 – 2                                                                   | Vietnam                                                                 | Coppa d'Asia 2023 - 1º turno                                            | 2                                                                       | 84’                                                                     |
| 19-1-2024                                                               | Al Rayyan                                                               | Iraq                                                                    | 2 – 1                                                                   | Giappone                                                                | Coppa d'Asia 2023 - 1º turno                                            | -                                                                       |                                                                         |
| 24-1-2024                                                               | Doha                                                                    | Giappone                                                                | 3 – 1                                                                   | Indonesia                                                               | Coppa d'Asia 2023 - 1º turno                                            | -                                                                       | 69’ 70’                                                                 |
| 31-1-2024                                                               | Doha                                                                    | Bahrein                                                                 | 1 – 3                                                                   | Giappone                                                                | Coppa d'Asia 2023 - Ottavi di finale                                    | -                                                                       | 68’                                                                     |
| 3-2-2024                                                                | Al Rayyan                                                               | Iran                                                                    | 2 – 1                                                                   | Giappone                                                                | Coppa d'Asia 2023 - Quarti di finale                                    | -                                                                       | 67’                                                                     |
| 21-3-2024                                                               | Tokyo                                                                   | Giappone                                                                | 1 – 0                                                                   | Corea del Nord                                                          | Qual. Mondiali 2026                                                     | -                                                                       | 74’                                                                     |
| 11-6-2024                                                               | Hiroshima                                                               | Giappone                                                                | 5 – 0                                                                   | Siria                                                                   | Qual. Mondiali 2026                                                     | 1                                                                       |                                                                         |
| 5-9-2024                                                                | Saitama                                                                 | Giappone                                                                | 7 – 0                                                                   | Cina                                                                    | Qual. Mondiali 2026                                                     | 2                                                                       |                                                                         |
| 10-9-2024                                                               | Riffa                                                                   | Bahrein                                                                 | 0 – 5                                                                   | Giappone                                                                | Qual. Mondiali 2026                                                     | -                                                                       | 65’                                                                     |
| 10-10-2024                                                              | Gedda                                                                   | Arabia Saudita                                                          | 0 – 2                                                                   | Giappone                                                                | Qual. Mondiali 2026                                                     | -                                                                       | 46’                                                                     |
| 15-10-2024                                                              | Saitama                                                                 | Giappone                                                                | 1 – 1                                                                   | Australia                                                               | Qual. Mondiali 2026                                                     | -                                                                       | 70’                                                                     |
| 15-11-2024                                                              | Giacarta                                                                | Indonesia                                                               | 0 – 4                                                                   | Giappone                                                                | Qual. Mondiali 2026                                                     | 1                                                                       | 46’                                                                     |
| 19-11-2024                                                              | Xiamen                                                                  | Cina                                                                    | 1 – 3                                                                   | Giappone                                                                | Qual. Mondiali 2026                                                     | -                                                                       | 64’                                                                     |
| 20-3-2025                                                               | Saitama                                                                 | Giappone                                                                | 2 – 0                                                                   | Bahrein                                                                 | Qual. Mondiali 2026                                                     | -                                                                       | 63’                                                                     |
| 25-3-2025                                                               | Saitama                                                                 | Giappone                                                                | 0 – 0                                                                   | Arabia Saudita                                                          | Qual. Mondiali 2026                                                     | -                                                                       | 83’                                                                     |
| Totale                                                                  |                                                                         | Presenze                                                                | 67                                                                      |                                                                         | Reti (11º posto)                                                        | 24                                                                      |                                                                         |

| Cronologia completa delle presenze e delle reti in nazionale ― Giappone Olimpica | Cronologia completa delle presenze e delle reti in nazionale ― Giappone Olimpica | Cronologia completa delle presenze e delle reti in nazionale ― Giappone Olimpica | Cronologia completa delle presenze e delle reti in nazionale ― Giappone Olimpica | Cronologia completa delle presenze e delle reti in nazionale ― Giappone Olimpica | Cronologia completa delle presenze e delle reti in nazionale ― Giappone Olimpica | Cronologia completa delle presenze e delle reti in nazionale ― Giappone Olimpica | Cronologia completa delle presenze e delle reti in nazionale ― Giappone Olimpica |
| Data                                                                             | Città                                                                            | In casa                                                                          | Risultato                                                                        | Ospiti                                                                           | Competizione                                                                     | Reti                                                                             | Note                                                                             |
| -------------------------------------------------------------------------------- | -------------------------------------------------------------------------------- | -------------------------------------------------------------------------------- | -------------------------------------------------------------------------------- | -------------------------------------------------------------------------------- | -------------------------------------------------------------------------------- | -------------------------------------------------------------------------------- | -------------------------------------------------------------------------------- |
| 5-8-2016                                                                         | Manaus                                                                           | Nigeria                                                                          | 5 – 4                                                                            | Giappone                                                                         | Olimpiadi 2016 - 1º turno                                                        | 1                                                                                |                                                                                  |
| 8-8-2016                                                                         | Manaus                                                                           | Giappone                                                                         | 2 – 2                                                                            | Colombia                                                                         | Olimpiadi 2016 - 1º turno                                                        | -                                                                                | 62’                                                                              |
| 11-8-2016                                                                        | Salvador                                                                         | Giappone                                                                         | 1 – 0                                                                            | Svezia                                                                           | Olimpiadi 2016 - 1º turno                                                        | -                                                                                | 58’                                                                              |
| Totale                                                                           |                                                                                  | Presenze                                                                         | 3                                                                                |                                                                                  | Reti                                                                             | 1                                                                                |                                                                                  |

## Palmarès

### Club
- Campionato austriaco: 5

Salisburgo: 2014-2015, 2015-2016, 2016-2017, 2017-2018, 2018-2019
- Coppa d'Austria: 4

Salisburgo: 2014-2015, 2015-2016, 2016-2017, 2018-2019
- Campionato inglese: 1

Liverpool: 2019-2020
- Coppa di Lega inglese: 1

Liverpool: 2021-2022
- Coppa d'Inghilterra: 1

Liverpool: 2021-2022

### Nazionale
- Coppa d'Asia AFC Under-23: 1

2016

### Individuale
- Miglior giovane della J.League: 1

2013